# Сонячно-синхронна орбіта
Сонячно-синхронна  — геоцентрична орбіта, на якій супутник проходить над будь-якою точкою земної поверхні приблизно в один і той же місцевий сонячний час. Таким чином, кут освітлення земної поверхні буде приблизно однаковим на всіх проходах супутника. Такі постійні умови освітлення дуже добре підходять для супутників, що одержують зображення земної поверхні (зокрема, супутників дистанційного зондування землі, метеосупутників). Однак, наявні річні коливання сонячного часу, зумовлені еліптичністю земної орбіти.
Наприклад, супутник LandSat-7, що перебуває на сонячно-синхронній орбіті може перетинати екватор п'ятнадцять разів на день, кожного разу о 10:00 місцевого часу.
Для досягнення подібних характеристик параметри орбіти вибираються таким чином, щоб орбіта прецесувала в східному напрямку на 360 градусів за рік (приблизно на 1 градус на день), компенсуючи обертання Землі навколо Сонця. Прецесія відбувається за рахунок взаємодії супутника з некулястою Землею. Швидкість прецесії залежить від радіусу та нахилу орбіти. Потрібної швидкості прецесії можна досягти лише для певного діапазону висоти орбіт (як правило, обираються значення 600—800 км, з періодами 96—100 хв.), необхідний нахил для згаданого діапазону висот становить близько 98°. Для орбіт із більшими висотами потрібні досить великі значення нахилу, через що в зону відвідувань супутника перестають потрапляти полярні райони.
Цей тип орбіт може мати різні варіації. Наприклад, можливі сонячно-синхронні орбіти з великим ексцентриситетом. У цьому випадку сонячний час проходу буде зафіксовано тільки для однієї точки орбіти (як правило, перигею).
Період обертання обирається відповідно до необхідного періоду повторних проходів над однією і тією ж точкою поверхні. Хоча супутник на круговій сонячно-синхронній орбіті перетинає екватор в один і той же місцевий час, це відбувається в різних точках екватора (на різній довготі) через те, що Земля обертається на деякий кут між проходами супутника. Припустимо, період обертання становить 96 хв. Це значення остачі ділить сонячні добу на п'ятнадцять. Таким чином, за добу супутник пройде над п'ятнадцятьма різними точками екватора, через добу повернувшись до першої точки. Підбираючи складніші (нецілі) відношення, можна збільшити кількість відвідуваних точок за рахунок збільшення періоду відвідин однієї і тієї ж точки.
Особливими випадками сонячно-синхронної орбіти є орбіта, на якій відвідування екватора відбувається опівдні/півночі, а також орбіта, що лежить у площині термінатора, тобто, у смузі сходу й заходу Сонця. Останній варіант не має сенсу для супутників, що здійснюють оптичну фотозйомку, але підходить для радарних супутників, тому що супутник не потрапляє в тінь Землі. На такій орбіті сонячні батареї супутника постійно освітлюються Сонцем.

## Технічні деталі
Для сонячно-синхронної орбіти прецессія має відбуватися в напрямку, протилежному обертанню Землі. Добре наближення для швидкості прецесії дає наступна формула[джерело?]:
{\displaystyle \omega _{p}=-{\frac {3a^{2}}{2r^{2}}}J_{2}\omega \cos i}, де
{\displaystyle \omega _{p}\,} — швидкість прецесії (рад / с)
{\displaystyle a\,} — екваторіальний радіус землі (6378137 м)
{\displaystyle r\,} — радіус орбіти супутника
{\displaystyle \omega \,} — кутова частота (2π радіан поділене на період)
{\displaystyle i\,} — нахил орбіти
{\displaystyle J_{2}\,} — другий динамічний фактор форми Землі (1,08 × 10−3).
Остання величина виражається через полярне стиснення наступним чином:
{\displaystyle J_{2}={\frac {2\varepsilon _{E}}{3}}-{\frac {a^{3}\omega _{E}^{2}}{3GM_{E}}}}, де
{\displaystyle \varepsilon _{E}\,} — полярне стиснення Землі
{\displaystyle \omega _{E}\,} — швидкість обертання Землі (7,292115 × 10−5 рад/с)
{\displaystyle GM_{E}\,} — добуток універсальної гравітаційної сталої та маси Землі (3,986004418 × 1014 м³ / с²)